# Kotekan

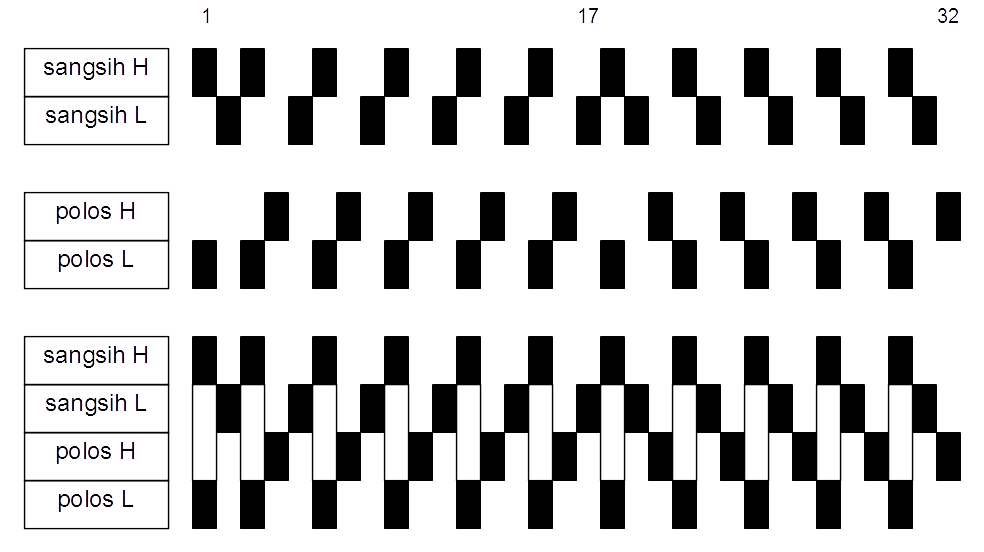
Un exemple de kotekan empat (H=alt, L=baix) il·lustrant la part de sangsih (a dalt), la part de polos (emmig), i la seva resultant (a baix)

Kotekan és un estil d'interpretació consistent a tocar ràpidament parts intercalades, que es combinen per crear la il·lusió d'una única línia melòdica resultant que sovint sona a velocitat sobrehumana, característica del gamelan gong kebyar i present en un gran nombre d'altres formes de música de gamelan balinès, com el gamelan angklung i gamelan jegog, entre d'altres.
| «                 | Consisteix en dues parts rítmicament oposades que encaixen per crear una línia sonora perpètua, el kotekan afegeix brillantor i intensitat a la música, requereix molta precisió rítmica i està en el registre alt del gamelan. | » |
| — McPhee, Colin , | |   |

En el kotekan hi ha dues parts independents anomenades polos i sangsih, on cadascuna omple els buits de l'altra per formar una textura rítmica completa. En el gamelan gong kebyar, els kotekans apareixen generalment en els instruments de registre més agut (gangsa)', i en el reyong com a ornament de la melodia principal tocada en el calung i en l'ugal.

## Tipus

### Nyog cag

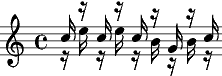
Nyog cag. La part superior és polos, la inferior sangsih. L'afinació és aproximada i depenent del gamelan.

Nyog cag és simplement alternar polos i sangsih, ja sigui per fer una escala o una melodia. Encara que estructuralment és un kotekan molt simple, el nyog cag usualment es toca a molta velocitat.

### Nyok cok
Nyok cok és una ornamentació de la melodia del pokok en la qual els polos i sangsih avança la següent nota del pokok en uníson i després toca una nota propera.

### Kotekan telu

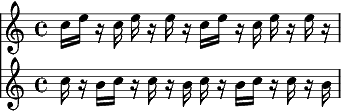
Kotekan telu. La part inferior és polos, la superior sangsih.

En el kotekan telu, polos i sangsih toquen les mateixes tres notes (telu és tres en balinès). Una part toca la mitjana i baixa, l'altra toca la nota mitjana i l'alta. La mitjana es toca en uníson per les dues parts llevat de si el kotekan telu és tocat per l'instrument reyong, ja que llavors els dos o els quatre músics comparteixen el mateix instrument i la part només pot ser tocada per un músic.

### Kotekan empat

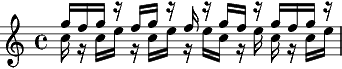
Kotekan empat. La part superior és polos, la inferior sangsih.

Kotekan empat és similar al kotekan telu, llevat que en aquest cas hi ha quatre notes (empat és quatre en balinès). Una part toca les dues de baix i l'altra les dues de dalt; les parts no tenen notes comunes. Normalment la nota més baixa i la més alta es toquen simultàniament, i l'interval que formen varia en funció de la nota en la escala i l'afinació del conjunt.

## Teoria del kotekan
Els kotekan normalment es componen a partir d'una versió elaborada de la melodia del pokok. La melodia resultant pot ser entre quatre i vuit vegades més ràpida que la del pokok. Com que alguns patrons de kotekans tenen només tres notes, no es repetiran cada quatre o vuit, com en el següent exemple:
```
Kotekan 1 2 3 1 2 3 1 2 3 1 2 3 1 2 3 1 etc.
```

```
Pokok 1 . . . 2 . . . 3 . . . 1 . . . etc.
```

Aquest és un exemple bàsic de kotekan telu. Els números es refereixen a les notes que cal tocar, i el patró es repeteix diverses vegades. El pokok és el mateix patró tocat quatre vegades més lent. El kotekan es divideix en polos i sangsih així:
```
Polos 1 2 . 1 2 . 1 2 . 1 2 . 1 2 . 1 etc.
```

```
Sangsih . 2 3 . 2 3 . 2 3 . 2 3 . 2 3 . etc.
```

```
Pokok 1 . . . 2 . . . 3 . . . 1 . . . etc.
```

Si el pokok canvia, el kotekan el segueix. Mostrem un exemple simple semblant al primer llevat que canvia la direcció.
```
Kotekan 1 2 3 1 2 3 1 2 3 2 1 3 2 1 3 2 etc.
```

```
Pokok 1 . . . 2 . . . 3 . . . 2 . . . etc.
```

Aquest exemple es pot repetir indefinidament. Per separat, les parts podrien ser així:
```
Polos 1 2 . 1 2 . 1 2 . 2 1 . 2 1 . 2 etc.
```

```
Sangsih . 2 3 . 2 3 . 2 3 2 . 3 2 . 3 2 etc.
```

```
Pokok 1 . . . 2 . . . 3 . . . 2 . . . etc.
```

La mateixa melodia amb kotekan empat:
```
Polos 1 2 . 1 2 . 1 2 . 2 1 . 2 1 . 2 etc.
```

```
Sangsih 4 . 3 4 . 3 4 . 3 4 3 . 4 3 . etc.
```

```
Pokok 1 . . . 2 . . . 3 . . . 2 . . . etc.
```

La part de polos és la mateixa que en l'exemple anterior, encara que la part de sangsih és molt diferent.